# Todiramphus leucopygius
El alción ultramar (Todiramphus leucopygius) es una especie de ave coraciforme de la familia Halcyonidae endémica del archipiélago de las islas Salomón.

## Distribución y hábitat
Se encuentra en las selvas y manglares tanto de la parte perteneciente a Papúa Nueva Guinea como del estado de las islas Salomón.